# شمعية قمرية مموجة الجوانب
شمعية قمرية مموجة الجوانب (الاسم العلمي: Selenicereus undatus)، هو نبات ينتمي إلى صبار (فصيلة: Cactaceae) وهو أكثر الأنواع زراعة في الجنس. تستخدم للتزيين ولانتاج فاكهة التنين. لم يتم تحديد الموطن الأصلي للنوع.